# Marko Arapović
Marko Arapović (Zagabria, 20 luglio 1996) è un ex cestista croato.
È il figlio di Franjo Arapović.

## Carriera
Con la Croazia ha disputato i Giochi olimpici di Rio de Janeiro 2016.

## Palmarès
- Campionato croato: 5

Cibona Zagabria: 2011-12, 2012-13
Cedevita Zagabria: 2014-15, 2015-16, 2016-17
- Coppa di Croazia: 4

Cedevita Zagabria: 2015, 2016, 2017, 2018
- Lega Adriatica: 1

Cibona Zagabria: 2013-14